# Саръчево
Саръчево, още Сараклово или Саръдже (на гръцки: Βαλτοχώρι, Валтохори, катаревуса Βαλτοχῶριον, Валтохорион, до 1926 година Σαρίτσα, Сарица, Σαρίτσι, Σαρίτσοβο), е село в Гърция, дем Илиджиево (Халкидона), област Централна Македония със 190 жители (2001).

## География
Селото е разположено в Солунското поле, на 30 километра северозападно от Солун, югоизточно от Илиджиево (Халкидона), западно от Вардар.

## История

### В Османската империя
В XIX век Саръчево е турски чифлик в Солунска каза на Османската империя, принадлежащ на Хафсъ бей. Селяните се занимават с производство на селитра, а в Саръчево има и хан. Според една от версиите за етимологията на името то е от саръ, на турски жълт, тъй като жителите му страдали от малари поради лошия климат, а според друго е от оса, пчела. Селото е чифлик на мюсюлмански собственик.
В 1845 година руският славист Виктор Григорович посещава Сарычево и пише в „Очерк путешествия по Европейской Турции“, че е българско селище.
Александър Синве („Les Grecs de l’Empire Ottoman. Etude Statistique et Ethnographique“), който се основава на гръцки данни, в 1878 година пише, че в Саричовон (Saritchiovon), Воденска епархия, живеят 222 гърци. Според статистиката на Васил Кънчов („Македония. Етнография и статистика“) от 1900 година Саръдже (Сараклово) брои 175 жители турци. В селото е запазен конак от XIX век, може би най-високата сграда в Солунското поле.
На 3 декември 1901 година българският търговски агент в Солун Атанас Шопов пише:
| „ | Преди десетина деня при всичките заплашвания на гръцките чети с. Саръчево, Солунска кааза се отказа от Патриаршията и призна ведомството на Св. Екзархия. Завчера в неделя мюдюрин с тридесет жандарми отишъл в това село, затворил черквата и училището и интернирал учителя. Селяните протестираха пред Хилми паша и цивилните агенти. | “ |

Според Христо Силянов след Илинденското въстание в 1904 година цялото село (Сарѫчево) минава под върховенството на Българската екзархия. По данни на секретаря на Екзархията Димитър Мишев („La Macédoine et sa Population Chrétienne“) в 1905 година в Сариджа (Saridja) има 228 жители българи екзархисти.
През 1905 година селото на два пъти е нападано от гръцки чети. На 16 юли андарти правят опит да влязат и подпалят къщата на местния първенец Кольо Минчев, който успява да ги отблъсне. На 21 август гръцка чета запалва къщите на Стоян Коджаманов и Колю Апостолов, като прави опит да подпали цялото село, но е възпрепятствана от намесата на османска войска.
Според доклад на Димитриос Сарос от 1906 година Сарици (Σαρίτσι) е славяногласно село във Воденската митрополия с 305 жители с гръцко съзнание. В селото работят гръцко начално смесено училище и детска градина с 36 ученици (18 мъже и 18 жени) и 3 учители.
Според гръцки данни в 1905 година в селото има 215 души, сред които и българи екзархисти.
След Младотурската революция в 1909 година жителите на селото изпращат следната телеграма до Отоманския парламент:
| „ | От името на 10 бълг. екзархийски семейства да ни се придаде припадающата част от селското ни училище и да ни се разреши подред черкуването в селската ни черква, която е направена с парите на цялото село, и която е предадена от страна на правителството само на 13 патриаршистки семейства. От името на българите в с. Саръчево кмет Диме Георги. | “ |

Според сайта на дем Илиджиево в Саръчево преди 1912 година живеят около 230 „македоногласни“ християни, екзархисти и патриаршисти.

### В Гърция
След Междусъюзническата война в 1913 година селото попада в Гърция. Боривое Милоевич пише в 1921 година („Южна Македония“), че Сарачево има 30 къщи славяни християни и 5 къщи цигани мохамедани. В 1926 година името на селото е сменено на Валтохори, в превод блатно село. В 1928 година селото има близо 280 жители, от които 100 временни. След пресушаването на блатата и разкриването на нови плодородни земи, населението се установява и се занимава предимно със земеделие - отглеждат се ориз и царевица и в по-малка степен памук и люцерна.
В 2001 година селото има 314 жители, а в 2011 - 190.

## Личности
Родени в Саръчево
- Николаос Каравидас (Νικόλαος Καραβίδας), гръцки андартски деец, агент от трети ред[15]